# Prévision immédiate
La prévision immédiate (Nowcasting en anglais) en météorologie est une prévision de très court terme des conditions météorologiques de méso-échelle au cours d'une période allant jusqu'à 2 ou 3 heures selon l’Organisation météorologique mondiale et jusqu'à six heures selon d'autres organismes dans le domaine,. Cette prévision est faite à partir des éléments connus du temps, y compris ceux obtenus par des moyens de télédétection, et en extrapolant leur déplacement à un temps futur en utilisant des techniques qui tiennent compte d'une possible modification. Ce type de prévision tient donc compte de détails que ne peuvent résoudre les modèles de prévision à plus long terme.

## Principe
La prévision immédiate utilise l'observation actuelle du temps par les stations météorologiques de surface pour savoir les tendances actuelles du déplacement des systèmes météorologiques, les données des radars météorologiques pour connaître à tout moment l'étendue et la direction de déplacement des précipitations, les images des satellites météorologiques pour connaître la nature et le déplacement des nuages, les données de foudre pour repérer les zones orageuses, les radiosondages pour connaître la structure verticale de l'atmosphère, les rapports des avions en vol (PIREP, AMDAR), etc.,. 
Le météorologiste extrapole ensuite le mouvement de ces systèmes grâce aux données obtenus. Cependant, il doit tenir compte de la modification d'intensité et des effets locaux de petite échelle dans le temps. Ceci est obtenu en appliquant certaines règles venant du comportement de l'atmosphère et des tendances notées par son analyse. Il existe maintenant des logiciels informatiques qui aident le prévisionniste dans son travail. Ce sont des systèmes experts qui combinent les données venant des modèles de prévision numérique du temps à plus long terme, les déclencheurs notées par les observations et les tendances actuelles. Par exemple, Météo-France utilise le programme « ASPIC » pour extrapoler les précipitations et le National Weather Service expérimente un programme nommé « AutoNowcaster » développé par UCAR pour le déplacement des orages,.
La prévision immédiate nécessite une surveillance constante de la part des prévisionnistes. Des systèmes d'avertissement (visibles ou sonores) en provenance des radars, des stations d'observation et du système expert se déclenchent dès qu'une variable approchent d'un seuil critique en un point précis et le prévisionniste peut alors prendre des décisions d'alerte en conséquence.

## Utilisation
La prévision météorologique de un jour à plusieurs jours permet de planifier la tenue des événements et activités extérieures. Cependant, une fois l'activité entreprise, les autorités doivent se tenir au courant des derniers développements au cas où un changement dans les conditions se produirait. C'est ainsi que la prévision immédiate permet de suivre précisément le début ou la fin des précipitations, des orages, des vents, etc. une fois l’activité en cours. 
Les activités de plein air, les compétitions sportives, les spectacles extérieurs, l’entretien des routes, la gestion des aéroports, etc. sont autant de domaines qui utilisent la prévision immédiate. En plus, la sécurité de la population et à l'aviation est assurée par l'envoi d’alertes météorologiques par les services nationaux de météorologie lorsque des conditions menaçantes reliées à des phénomènes de très petite échelle se forment (pluie torrentielle sous orage, grêle, vents violents, tornade, etc.). Leur déplacement peut être donnée par la prévision immédiate.

## Coordination
La prévision immédiate peut demander la coordination de plusieurs domaines. Par exemple, la méthode de prévision des précipitations s'appuyant sur l'imagerie radar extrapole dans le temps celles-ci. Cependant, l'effet de fortes pluies sur un bassin versant doit faire entrer en jeu l'expertise des services d'hydrologie du territoire qui possèdent les caractéristiques de débit des cours d'eau, de ruissellement et de saturation des sols. Une fois que le météorologiste a prévu les quantités de pluie au cours des prochaines heures, l'hydrologiste peut en tirer des conséquences sur le niveau des eaux et de possibles inondations.
Les variables comme les précipitations et le vent près de la surface peuvent présenter de grands gradients, même à petite échelle, il faut donc que le réseau de prise de données soit à la plus fine échelle possible ou intègre des appareils de télédétection comme le radar. Pour être utilisables, les données d'observation doivent être transmises et traitées très rapidement; de même pour ce qui est de l'envoi les prévisions aux utilisateurs finaux vu la nature immédiate de celle-ci.
Les réseaux de données n'ont pas une résolution infinie mais sont plutôt pris selon une grille qui varient selon le type de données. Un traitement doit être effectué pour leur assimilation dans un modèle conceptuel ou numérique. Celui-ci peut alors les répartir uniformément dans une grille d'analyse et tenir compte des erreurs intrinsèques à chaque instrument.

## Recherche
La prévision à court terme est aussi vieille que la prévision météorologique elle-même. Au cours du XIXe siècle, les premiers météorologues modernes utilisaient des méthodes d'extrapolation pour prédire le déplacement des dépressions et des anticyclones qu'ils analysaient sur les cartes de surface. Les chercheurs ont par la suite appliqués les lois de la dynamique des fluides à l’atmosphère et ont pu développer la prévision numérique du temps telle qu'on la connait aujourd'hui. Cependant, les problèmes de résolution des données et de paramétrisation des équations primitives atmosphériques laissent encore une incertitude sur les prévisions à petite échelle, dans le temps et l'espace.
L'arrivée des moyens de télédétection, comme le radar et le satellite, en plus des développements rapides de l'informatiques, aident grandement à combler ce trou. Plusieurs pays ont développé des programmes de prévision immédiate comme mentionné antérieurement. L'Organisation météorologique mondiale (OMM) supporte ces efforts et tient des campagnes de tests de ces systèmes à diverses occasions. Par exemple, aux Jeux olympiques de Sydney et de Beijing, en Chine, plusieurs pays ont été invités à utiliser leurs logiciels en support aux jeux,,. Le Canada va quant à lui démontrer les capacités de son programme SNOW V-10 aux Jeux olympiques d'hiver de 2010.
Plusieurs conférences scientifiques abordent le sujet dont celles de l'OMM.